# Mała Karnaczówka
Mała Karnaczówka (ukr. Мала Карначівка) – wieś na Ukrainie, w obwodzie tarnopolskim, w rejonie krzemienieckim. Leży na północ od wsi Wanżułów.